# Gora Belosnezhka
Gora Belosnezhka (englische Transkription von russisch Гора Белоснежка Gora Belosneschka, deutsch ‚Schneewittchenberg‘) ist ein Nunatak im ostantarktischen Coatsland. Er ragt in den Otter Highlands am Westrand der Shackleton Range auf.
Russische Wissenschaftler benannten ihn. Der weitere Benennungshintergrund ist nicht hinterlegt.